# Waco C-72
Pour les articles homonymes, voir Waco.

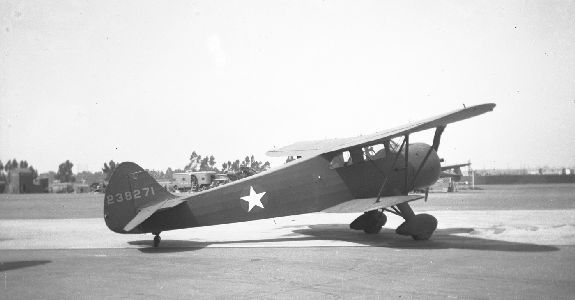
Un des Waco C-72 (il s'agit d'un Waco SRE, la série la plus représentée).

Waco C-72 est une désignation utilisée par l'USAAF pour un ensemble d'avion de transport biplans commandés à Weaver Aircraft Company of Ohio (WACO) pendant la Seconde Guerre mondiale. 42 avions de différents modèles ont été utilisés sous cette désignation.